# Бреза (Требнє)
Бреза (словен. Breza) — поселення в общині Требнє, регіон Південно-Східна Словенія, Словенія.